# Territorio de Papúa y Nueva Guinea
El Territorio de Papúa y Nueva Guinea fue establecido por una unión administrativa entre los territorios australianos de Papúa y Nueva Guinea en 1949. En 1972, el nombre del territorio ha cambiado a "Papúa Nueva Guinea", y en 1975 se convirtió en la nación independiente de Papúa Nueva Guinea.

## Establecimiento del territorio
Tras la rendición de Japón en 1945, la administración civil de Papúa y Nueva Guinea fue restaurado, y bajo el Acta de Administración Provisional de Papúa Nueva Guinea (1945-1946), los antiguos territorios de Papúa y Nueva Guinea se combinaron en una unión administrativa con el nombre de "Territorio de Papúa y Nueva Guinea". La ley aprobaba formalmente la colocación de Nueva Guinea en el marco del régimen de administración fiduciaria internacional y confirmó la unión administrativa de los territorios antes mencionados bajo el título de "Territorio de Papúa y Nueva Guinea". Asimismo, previó un Consejo Legislativo (que fue establecido en 1951), una organización judicial, un servicio público, y un sistema de gobierno1 local de La Casa de la Asamblea reemplazó al Consejo Legislativo en 1963, y la primera asamblea de Papúa y Nueva Guinea se inauguró el 8 de junio de 1964.
En 1972, el nombre del territorio fue cambiado a "Papúa Nueva Guinea". Bajo el mandato del ministro australiano de territorios exteriores Andrew Peacock, el territorio adoptó el autogobierno ese mismo año. Las elecciones de 1972 vieron la formación de un ministerio encabezado por el primer ministro Michael Somare, quien se comprometió a llevar a Papúa Nueva Guinea al autogobierno y luego a la independencia. El 15 de septiembre de 1975, durante el mandato del gobierno Whitlam en Australia, el territorio se convirtió en el Estado Independiente de Papúa Nueva Guinea.